# Exoneura clarissima
Exoneura clarissima är en biart som beskrevs av Cockerell 1915. Exoneura clarissima ingår i släktet Exoneura och familjen långtungebin. Inga underarter finns listade i Catalogue of Life.

## Bildgalleri

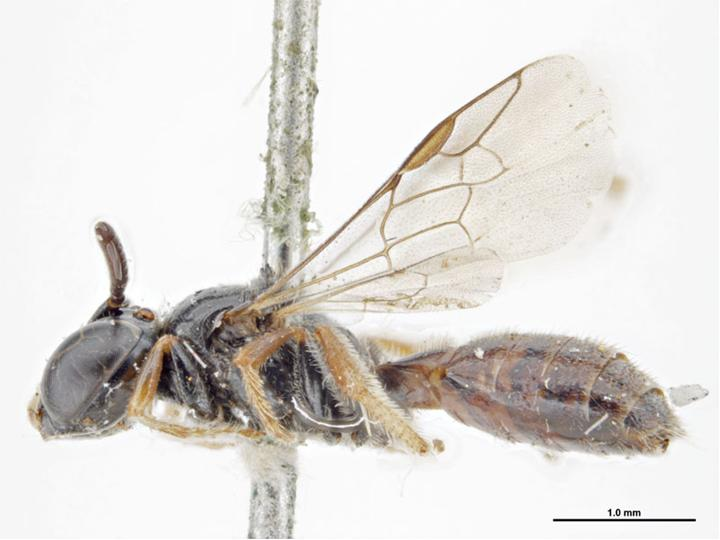